# Suaita
Suaita è un comune della Colombia facente parte del dipartimento di Santander.
L'abitato venne fondato da Martín Galeano nel 1699.